# Buenavista (Madrid)
Buenavista es el barrio n.° 116 de la ciudad de Madrid, uno de los siete que componen el distrito de la ampliación urbanística de Carabanchel. Cuenta con 35 919 habitantes.
Limita, al norte, en la avenida de los Poblados, con los barrios de Abrantes, Puerta Bonita y Vista Alegre; al sur, con la M-40 y el municipio de Leganés; al oeste, con los barrios de Aluche y Las Águilas; y al este, en la carretera de Toledo, con el barrio de Orcasitas.
Hasta 1970 Aluche perteneció a Carabanchel Alto, hasta que pasó a ser un barrio del distrito de Latina. Así,
Carabanchel era bastante más grande que en la actualidad, pues incluía el distrito de Latina, limitaba con el municipio de Alcorcón y con la Ciudad de la Imagen.

## Historia
Carabanchel Alto y Bajo eran dos pueblos independientes de Madrid. En 1948 se unieron a Madrid formando el distrito de Carabanchel. Esta operación también afectó a otros pueblos como Vicálvaro, Vallecas, Villaverde o Fuencarral que perdieron su independencia municipal, pasando a ser distritos de Madrid.
El barrio correspondiente al antiguo municipio de Carabanchel Alto pasó a denominarse barrio de Buenavista.
En los años 50 Carabanchel Alto creció debido al éxodo rural que atrajo a trabajadores de toda España, especialmente de Andalucía, Castilla-La Mancha y Extremadura a Madrid.
En el año 1997 se inicia el Plan de Acción Urbanística de Carabanchel, que proyecta una ampliación del barrio estimada en 35 000 vecinos más. Los primeros pisos son entregados en el año 2004.

## Demografía
El barrio de Buenavista cuenta con 35 919 vecinos (2007). En 2004 tan solo había 25 716 vecinos, lo que supone un crecimiento de casi un 40 % de vecinos en tres años, debido al plan urbanístico.
En 2007 fue el segundo barrio de Madrid con un mayor crecimiento demográfico en términos nominales (4570 vecinos) tras Valdefuentes (4967) y el quinto en porcentuales (14.6 %) tras El Goloso (59.3 %), Cuatro Vientos (38.4 %), Valdefuentes (25.9 %) y Legazpi (14.6 %). 
| Año       | 1986   | 1991   | 1996   | 2001   | 2004   | 2005   | 2006   | 2007   |
| --------- | ------ | ------ | ------ | ------ | ------ | ------ | ------ | ------ |
| Población | 25,379 | 24,818 | 23,835 | 24,169 | 25,716 | 27,536 | 31,349 | 35,919 |
| Índice    | 100.0  | 97.8   | 93.9   | 95.2   | 101.3  | 108.5  | 123.5  | 141.5  |

## Transportes

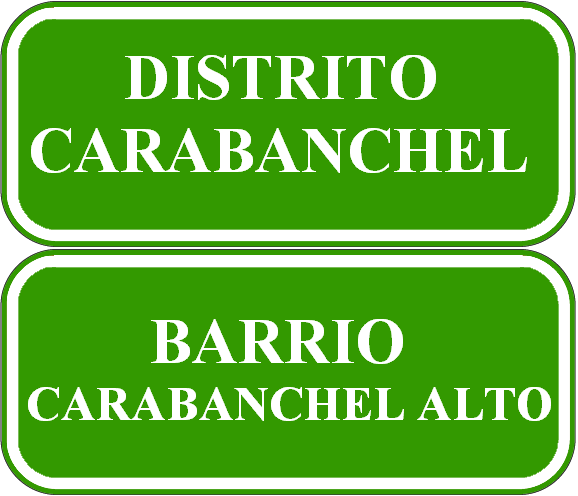
Carabanchel Alto es un barrio de Carabanchel

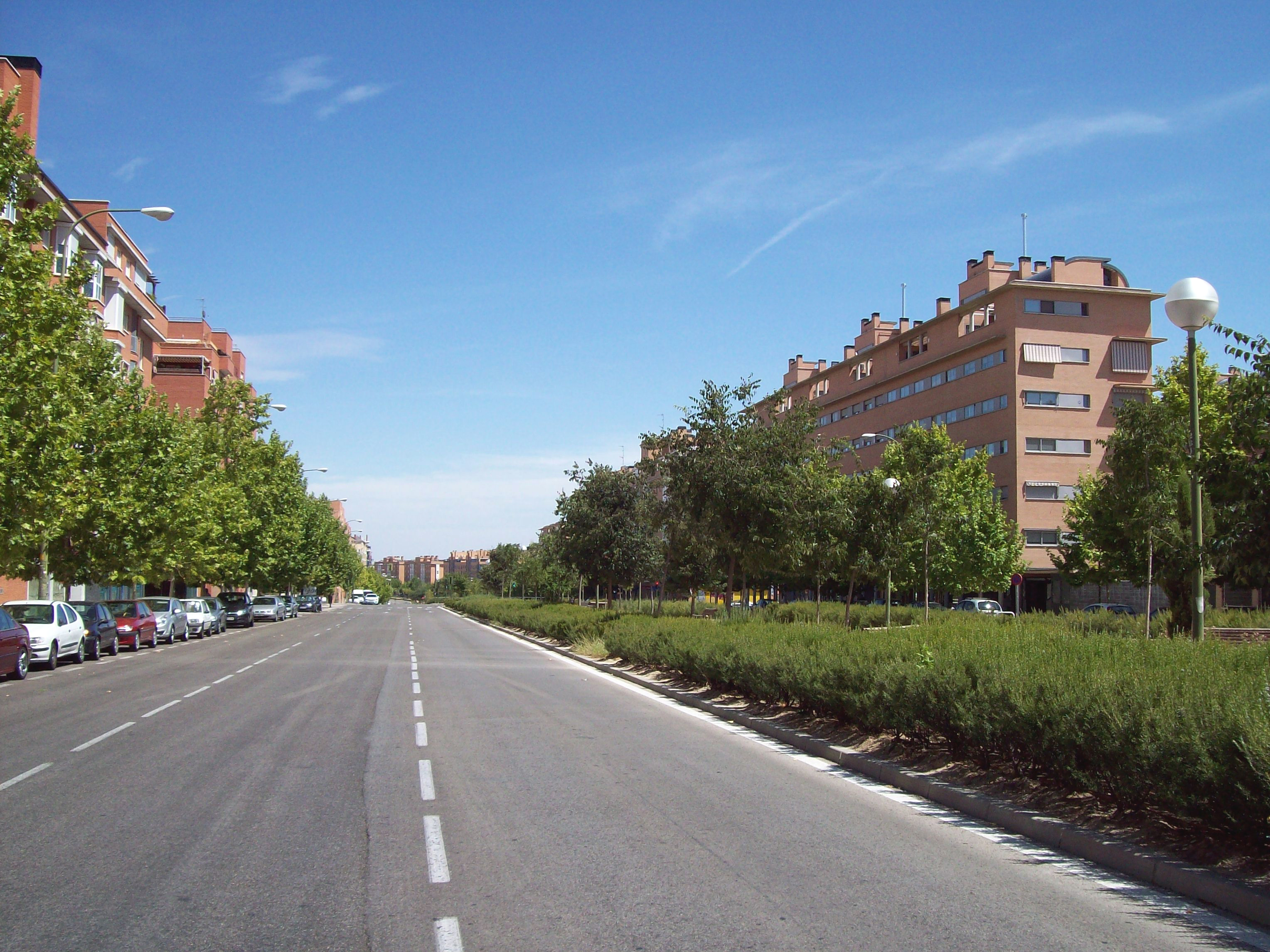
Avenida de la Peseta

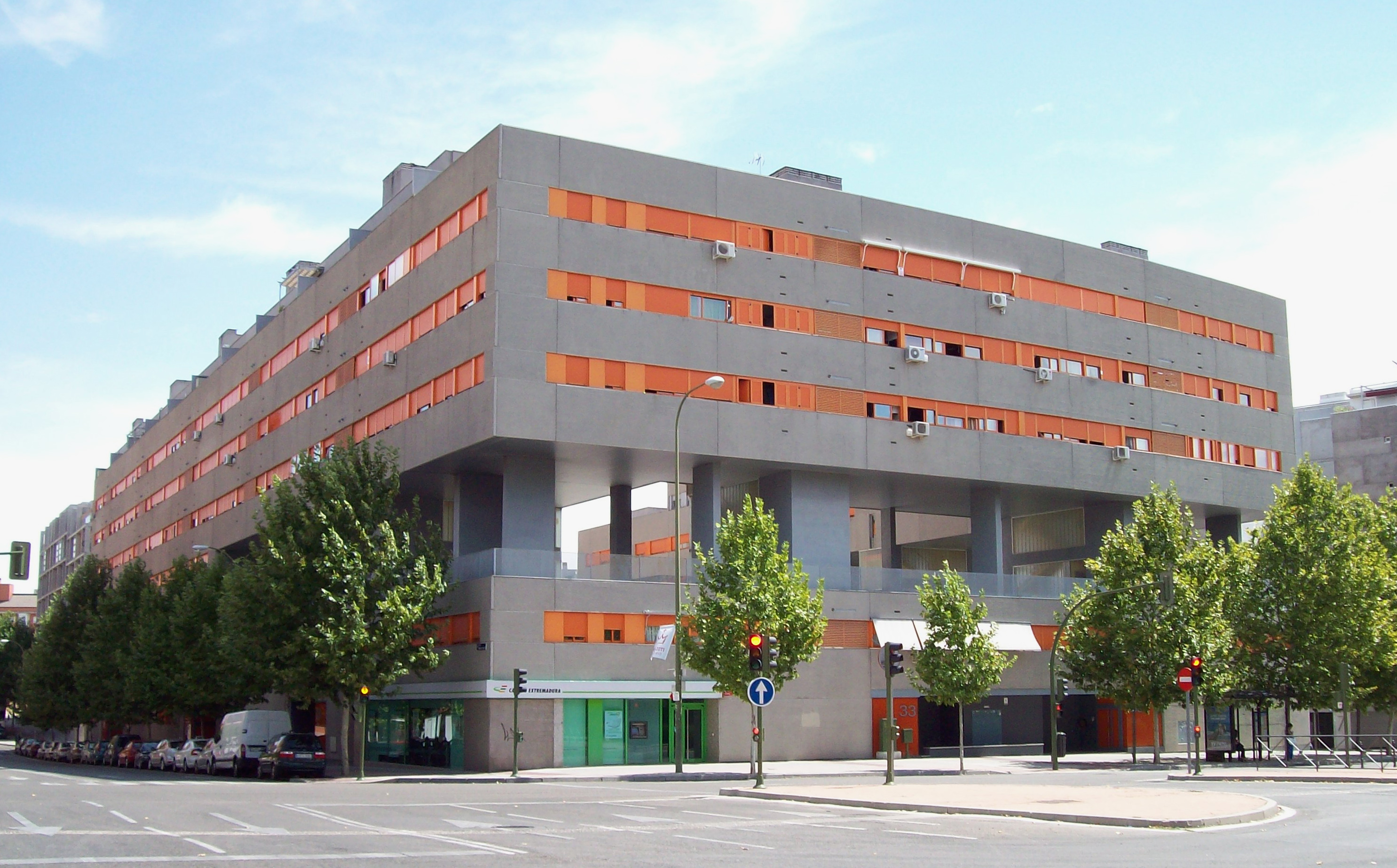
Edificio Carabanchel 8

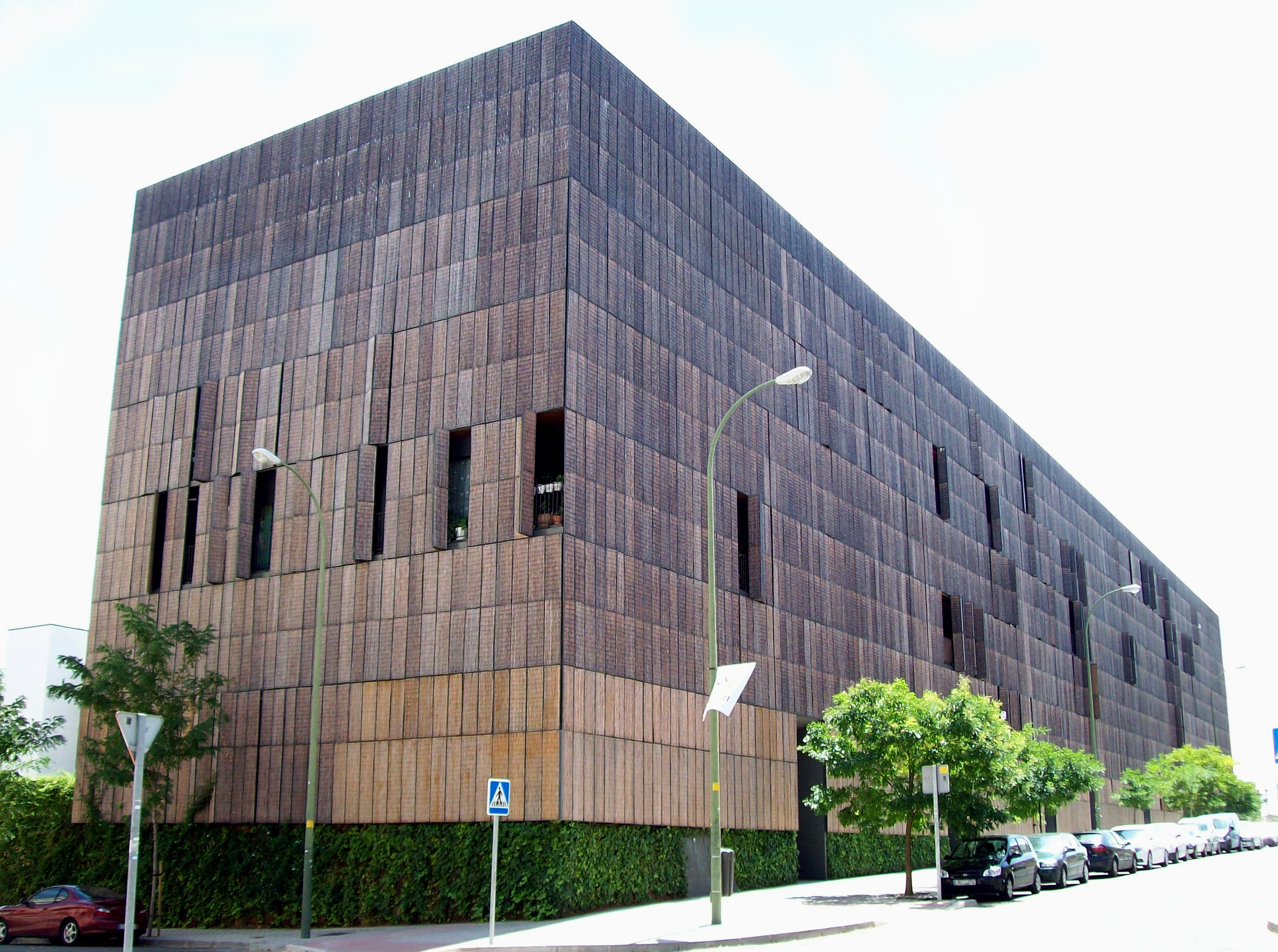
Edificio Bambú

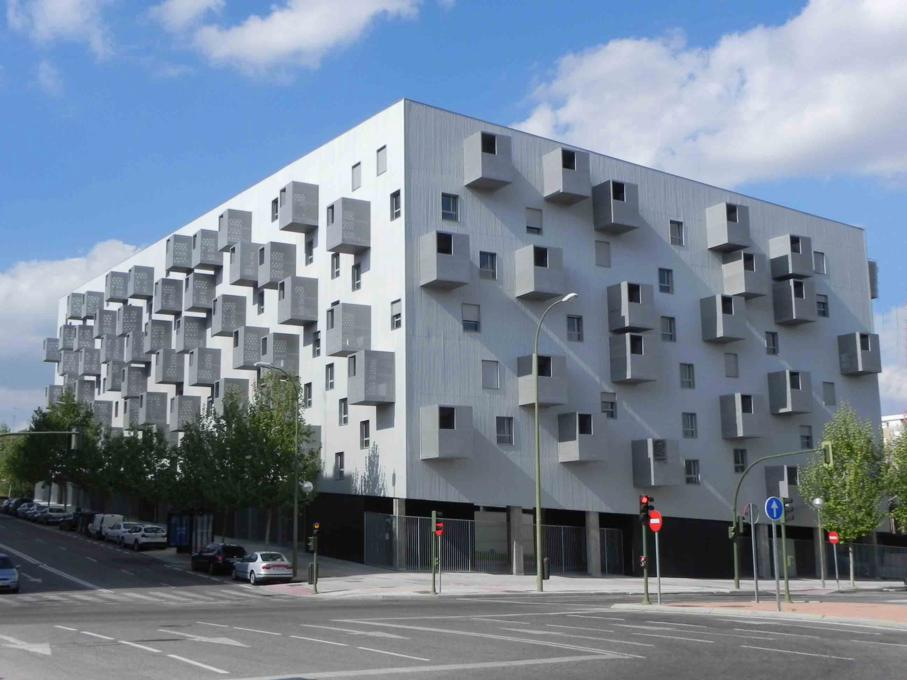
Edificio Carabanchel 31

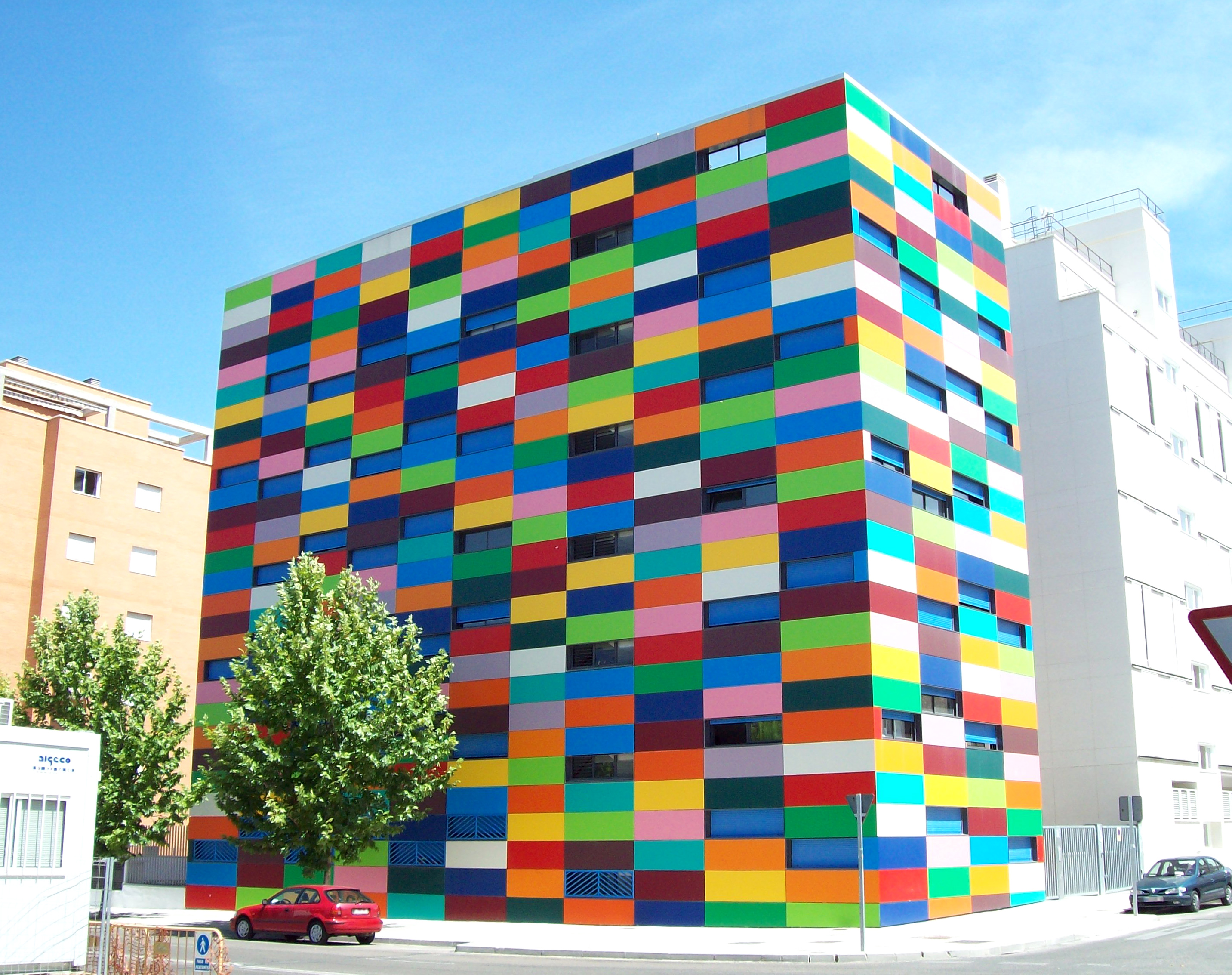
Edificio Carabanchel 24

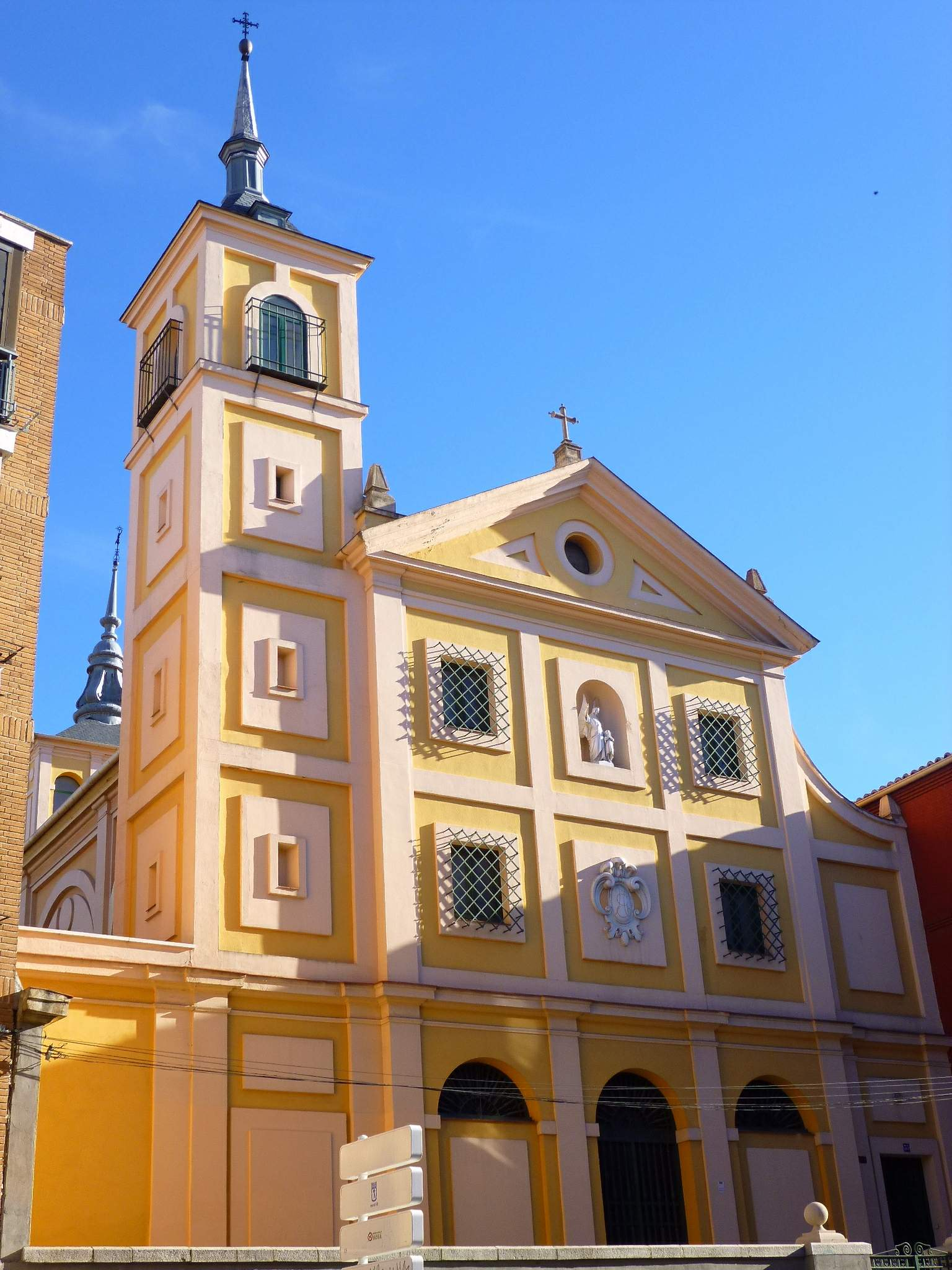
Iglesia de la Comunidad del Santo Ángel de la Guarda 1.JPG

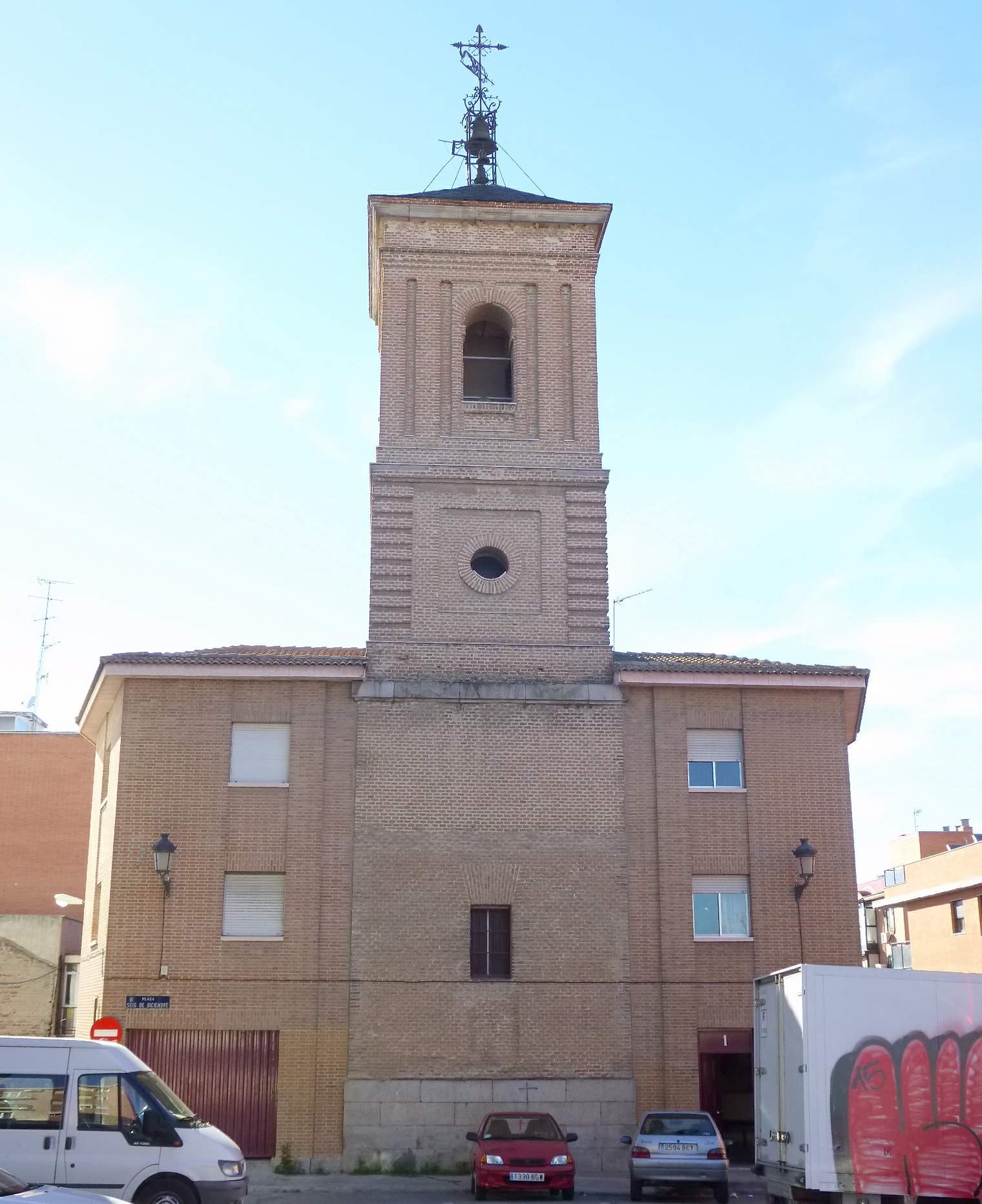
Iglesia de San Pedro Apóstol

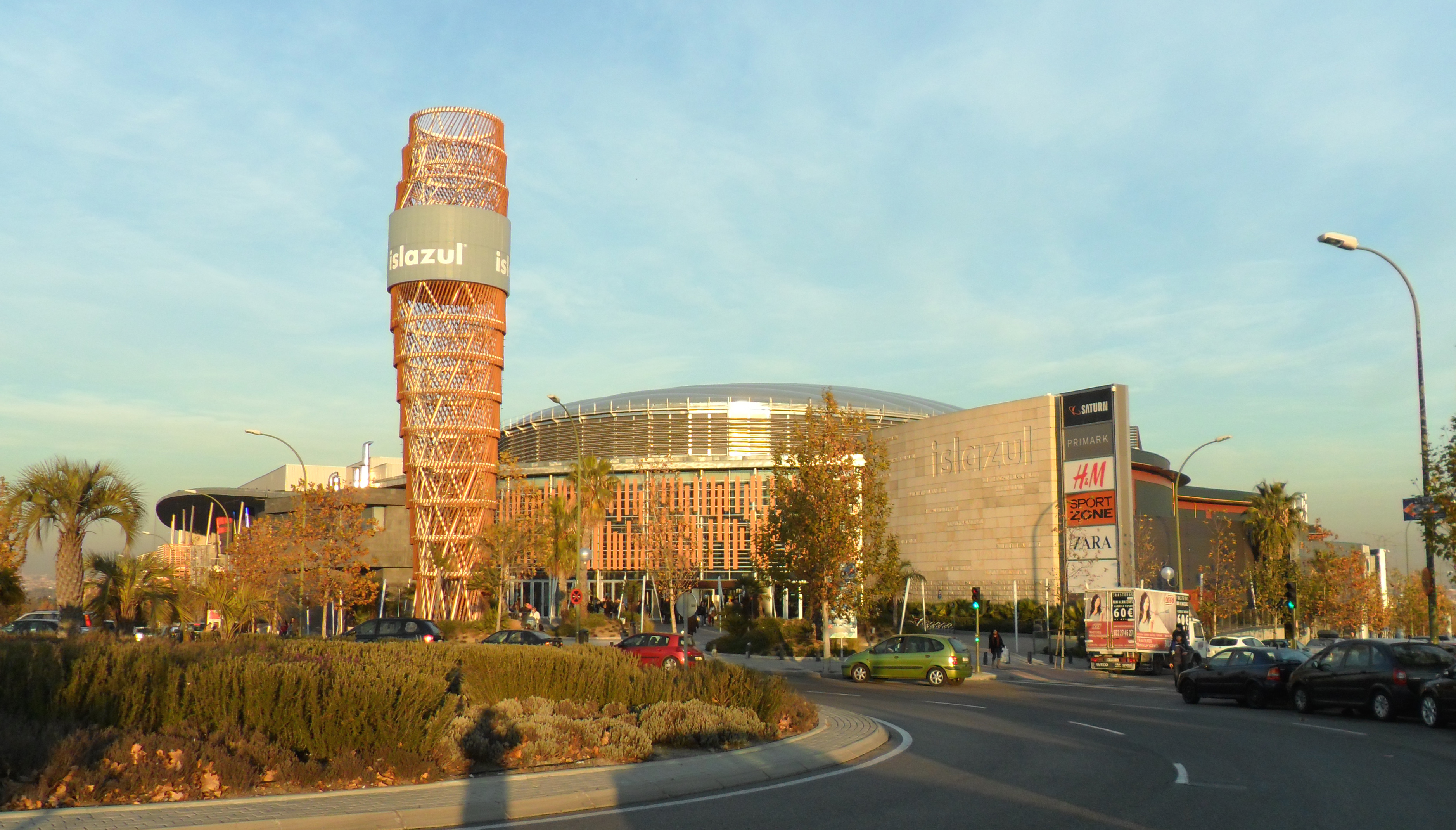
Centro Comercial Islazul

### Metro
Carabanchel Alto era el único barrio hasta el 2007, de Carabanchel sin ninguna estación de metro. Durante más de 20 años los vecinos han realizado movilizaciones y manifestaciones, para conseguir una estación. Finalmente lo consiguieron en invierno de 2007, contando con tres estaciones de la línea 11, la de San Francisco, Carabanchel Alto y La Peseta. Muchos vecinos de la zona más al oeste (San Ignacio) suelen desplazarse al metro de Aluche, ya que en ese barrio carecen de él.
En el plan de ampliación del metro se está estudiando hacer una segunda línea circular que beneficiaría en gran medida a Carabanchel.
| Línea Metro | Estaciones en Carabanchel Alto             |
| ----------- | ------------------------------------------ |
|             | San Francisco, Carabanchel Alto, La Peseta |

### Autobuses
En Carabanchel Alto terminan la mayoría de las líneas que pasan por Carabanchel, las cuales son:
- Línea 34 (EMT Madrid): Plaza de Cibeles-Avenida de Las Águilas
- Línea 35 (EMT Madrid): Plaza Mayor-Carabanchel Alto
- Línea 47 (EMT Madrid): Atocha-Carabanchel Alto
- Línea 108 (EMT Madrid): Oporto-Cementerio de Carabanchel
- Línea 118 (EMT Madrid): Embajadores-La Peseta
- Línea 121 (EMT Madrid): Campamento-Hospital 12 de Octubre
- Línea 131 (EMT Madrid): Campamento-Villaverde Alto
- Línea 139 (EMT Madrid): Dehesa del Príncipe-Carabanchel Alto
- Línea 155 (EMT Madrid): Plaza Elíptica-Aluche
- Línea N17 (EMT Madrid): Plaza de Cibeles-Carabanchel Alto (Nocturno)

Además por la avenida de Carabanchel Alto también pasan varias líneas de autobuses interurbanos que van a Leganés y Fuenlabrada.

## Calles importantes
- Avenida de los Poblados:

Es una de las calles más largas de Madrid, atraviesa los distritos de Villaverde, Usera, Carabanchel y Latina, acabando en la Carretera de Carabanchel que une Madrid con Pozuelo de Alarcón.
- Avenida de Carabanchel Alto:

Empieza en la plaza del Parterre y termina en la M40. Es la prolongación de Eugenia de Montijo/General Ricardos. Recorriendo está gran calle se llega a Marqués de Vadillo. En esta calle se encuentra el eje comercial de Carabanchel Alto, donde hay un gran número de colegios.
- Avenida de la Peseta:

Es la vía principal del PAU, en ella se encuentra la estación de metro de la Peseta. Conecta la carretera de acceso del barrio de La Fortuna con la Carretera de Leganés, y cruza la avenida de Carabanchel Alto.

## Barriadas

### Carabanchel Alto
Carabanchel Alto es uno de los barrios más famosos de España. Dentro del barrio está situado en el extremo norte, colindando con Carabanchel Bajo.
En el 2006, llegaron los parquímetros a Carabanchel, un distrito periférico de Madrid que no se encuentra dentro de la M30. Los vecinos no consideraron esta medida justa y también se movilizaron. Actualmente no hay parquímetros en el distrito de Carabanchel.

### Barrio de la Peseta
El barrio de la Peseta se realiza a inicios del siglo XXI. Este barrio es el ensanche con más premios arquitectónicos por metro cuadrado de todo el mundo. El barrio de la Peseta es la zona que tiene el precio del metro cuadrado más caro en toda la orilla sur del río Manzanares. El barrio de la Peseta es premio de urbanismo por el Ayuntamiento de Madrid, por ser uno de los mejores y más importantes complejos urbanísticos en la capital de España, estando planificado en forma de damero a través de un Plan de Actuación Urbanístico impulsado por el Partido Popular. Este ensanche está situado al oeste de la ciudad de Madrid, entre los distritos de Latina y Carabanchel, ocupando 3,5 millones de metros cuadrados y estando planificado para más de 34.000 habitantes y casi un 1,5 millones de metros cuadrados de zonas verdes, lo que supone el 40% de la superficie total del barrio donde destaca el histórico Pinar de San José. El barrio de la Peseta es considerado como una nueva ciudad dentro de Madrid. La mayoría de las construcciones de este nuevo barrio son urbanizaciones y chalets de reciente construcción, edificados por los mejores arquitectos del mundo. El principal problema que tiene actualmente el barrio de La Peseta es la comunicación en transporte público. La escasez de servicios de autobuses y de estaciones de metro, existiendo tan solo una estación de la línea 11 (La peseta), hace que resulten insuficientes los medios de transporte público en este nuevo barrio, pues una sola estación de metro no da servicio a todas las zonas de un barrio tan grande.

### San Ignacio
El barrio de San Ignacio se encuentra detrás del parque de las Cruces, entre Carabanchel Alto y las Águilas.

## Dotaciones

### Sanitarias
Hospitales
Futuro Hospital de Carabanchel
Aunque Carabanchel es un distrito con 250.000, carece de un hospital propio; sin embargo, ciudades del sur de Madrid con menor población, como Leganés, Fuenlabrada, Alcorcón o Móstoles, tienen sus propios hospitales.
Después de tanto tiempo de espera el Hospital de Carabanchel se construirá en los antiguos terrenos de la cárcel de Carabanchel, o eso se prometió, pues aunque esta fue demolida en octubre de 2008, a día de hoy siguen sin iniciarse las obras de construcción del nuevo hospital que dará servicio a los vecinos de Latina-Carabanchel y descongestionará el ya saturado Hospital 12 de Octubre. 
Centro de Especialidades
Aguacate, es el Centro de Especialidades de Carabanchel. Se encuentra en Carabanchel Alto. A él acuden a los especialistas los pacientes de todos los Centros de Salud del Distrito. 
Se puede llegar a él en autobús, en las líneas 47, 108, 118, 121, 131, y en metro se encuentra cerca de la estación de Carabanchel Alto.
Ambulatorio
Carabanchel Alto tiene un centro de salud:
| Centro de salud | Dirección                                            |
| --------------- | ---------------------------------------------------- |
| Guayaba         | C/ Antonia Rodríguez Sacristán, 4 (Carabanchel Alto) |

 situado en el edificio colindante al centro de especialidades.

### Polideportivos
Recientemente se ha construido un nuevo cento deportivo, que cuenta con piscina climatizada de 50x25 m, una piscina de enseñanza de 25x6m, zona termal, 6 pistas de tenis, 8 pistas de pádel, 2 campos de fútbol 7, un pabellón polideportivo cubierto y climatizado fraccionable en tres campos, una pista de patinaje cubierta, sala fitness, salas para clases colectivas, sala de ciclismo en pista cubierta y 115 plazas de aparcamiento. 
Esta zona del barrio esta mucho más animada desde la inauguración del centro comercial Islazul, el polideportivo, y la ampliación de la línea 118. Antes ningún autobús recorría esa zona, siendo solo la línea 108 la que paraba más cerca, en el cementerio de Carabanchel.
| Nombre                          | Dirección                                            | Barrio     |
| ------------------------------- | ---------------------------------------------------- | ---------- |
| C.D.M Francisco Fernández Ochoa | C/. de las Catorce Olivas s/n, (Enfrente de Islazul) | Buenavista |

### Cultura y Educación
Centros Culturales
| Centro cultural  | Dirección                  | Barrio     | Autobuses | Metro            |
| ---------------- | -------------------------- | ---------- | --------- | ---------------- |
| Carabanchel Alto | C/Alfonso Fernández n.º 23 | Buenavista | 34 47 155 | Carabanchel Alto |

Centros Culturales de Mayores
| Centro            | Dirección             | Barrio     |
| ----------------- | --------------------- | ---------- |
| Francisco de Goya | C/Alfredo Aleix 1 y 3 | Buenavista |

Educación infantil, primaria y secundaria
En el distrito de Carabanchel, hay 35 guarderías (6 públicas y 29 privadas), 17 colegios públicos de educación infantil y primaria, 8 institutos de educación secundaria y 24 colegios privados (con y sin concierto).

### Bibliotecas Públicas
Bibliotecas Comunidad de Madrid
Carabanchel cuenta con dos Bibliotecas de la Comunidad de Madrid: La de Pan Bendito y la Biblioteca Luis Rosales, en Carabanchel Alto.
| Biblioteca en Carabanchel Alto         | Dirección                                                       |
| -------------------------------------- | --------------------------------------------------------------- |
| Biblioteca Luis Rosales de Carabanchel | Calle de Antonia Rodríguez Sacristán, 7 y 9 (frente a Aguacate) |

Bibliometro
En el distrito hay una estación de metro que cuenta con el servicio de préstamo de libros, la de Carabanchel Alto : .

### Ocio
El distrito cuenta desde el 24 de abril de 2008 con el centro Comercial Islazul (www.islazul.com), con 90.000 m², 180 locales y 4.100 plazas de aparcamiento.

## Zonas verdes
El parque Sur y el parque de las Cruces son las mayores zonas verdes de Carabanchel. Recientemente se construyó el anillo ciclista, por el cual se puede ir de un parque a otro en pocos minutos. El principal pulmón de este barrio es el parque de las Cruces, situado en la avenida de los Poblados, frente al terreno que ocupaba la antigua cárcel. Es una zona verde dotada con varios campos de fútbol, un lago con gradas, un circuito de bicicletas y un río.
Además, en el limítrofe barrio de la Peseta se encuentra el histórico Pinar de San José y hay abundantes parques de pequeño tamaño distribuidos a lo largo del nuevo barrio.